# Tabaré Alonso (entrenador)
Tabaré Alonso (Uruguay, 4 de agosto de 1977) es un exfutbolista y entrenador uruguayo, que actualmente es el entrenador de la categoría sub-16 en el Club Nacional de Football. Como jugador, jugó en Segunda División y en Primera División de Uruguay.

## Trayectoria
Jugó en el fútbol juvenil de Liverpool de Montevideo y fue en ese mismo club que debutó profesionalmente en 1997. Dos años más tarde pasa a Bella Vista e integra el plantel para la Libertadores de 1999. En el 2000 juega en Brasil y retorna al año siguiente al Uruguay para incorporarse al Colón Fútbol Club. Antes de retirarse como futbolista en el 2004 se dedica a entrenar arqueros en las divisionales juveniles del colonense. En el 2005 ingresa a Nacional continuando como entrenador de arqueros en juveniles y desde el 2009 en mayores apoyando al director técnico. Hoy en día trabaja con el resto del plantel encabezado por Marcelo Daniel Gallardo entrenando a goleros como: Leonardo Burián o Rodrigo Muñoz.
Actualmente se encuentra incursionando como director técnico en el Club Nacional de Futbol con la categoría Sub-16.

## Clubes

### Como futbolista
| Club                      | País    | Año       |
| ------------------------- | ------- | --------- |
| Liverpool Fútbol Club     | Uruguay | 1997-1998 |
| Club Atlético Bella Vista | Uruguay | 1999      |
| ?                         | Brasil  | 2000      |
| Colón Fútbol Club         | Uruguay | 2001-2004 |

### Como entrenador de guardametas
| Club                          | País    | Año       |
| ----------------------------- | ------- | --------- |
| Colón Fútbol Club (Juveniles) | Uruguay | 2003-2004 |
| Nacional (Juveniles)          | Uruguay | 2005-2009 |
| Nacional                      | Uruguay | 2009-     |

## Palmarés

### Amistosos internacionales
| Título     | Club              | País    | Año  |
| ---------- | ----------------- | ------- | ---- |
| Punta Cup  | Nacional (Sub-18) | Uruguay | 2006 |
| Punta Cup  | Nacional (Sub-18) | Uruguay | 2008 |
| Punta Cup  | Nacional (Sub-18) | Uruguay | 2009 |
| Copa Bimbo | Nacional          | Uruguay | 2010 |
| Copa Bimbo | Nacional          | Uruguay | 2011 |